# هينيغ براند
هينيغ براند (بالألمانية: Hennig Brand)‏ كان تاجر ألماني قام باكتشاف الفوسفور عام 1669 . ونظرا لأنه كان مفلسا ، فقد حاول اكتشاف حجر الفلاسفة لتحويل الفضة إلى ذهب .
وقد قام بعمل تجارب لتقطير البول الآدمى حتى حصل على مادة بيضاء لامعة . وقد أبقى اكتشافه هذا سريا حتى عام 1680 ، حينما إكتشفه روبرت بويل وعندها أصبح الفوسفور معروفا.

## اقرأ أيضاً
- ترتيب زمني لاكتشاف العناصر الكيميائية
- يوهانس كونكل